# 삼성 하이라이트
삼성 하이라이트(Samsung Highlight, Samsung T749)은 삼성전자가 2009년 7월에 출시한 휴대 전화이다.